# بورس لندن

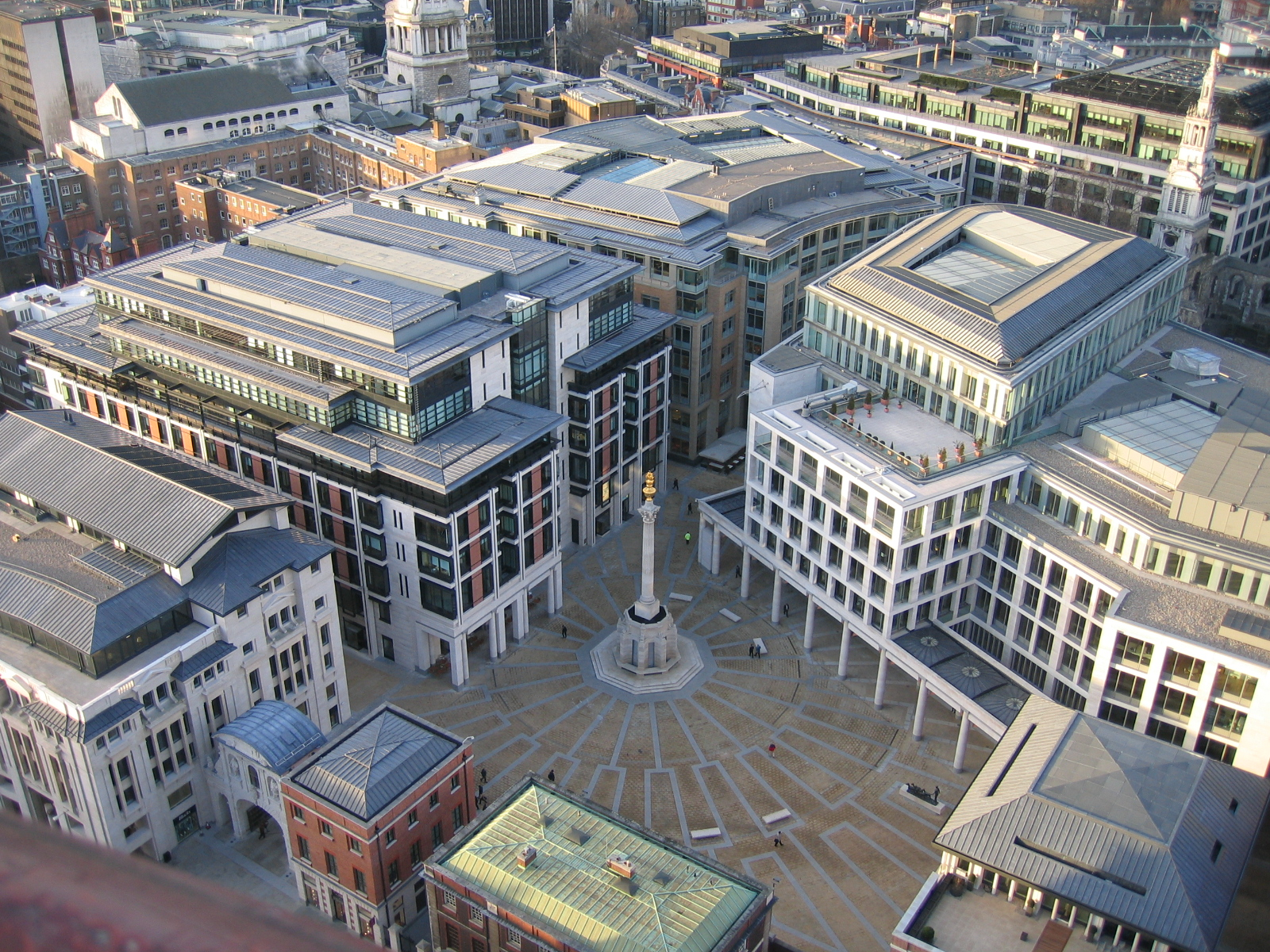
میدان پاترنوستر همجوار بازار بورس لندن

بورس لندن (به انگلیسی: London Stock Exchange)، بازار بورس اوراق بهادار بریتانیا است که در سال ۱۸۰۱ تأسیس شد و هم‌اکنون با فهرست شرکت‌های چندملیتی و بریتانیایی، یکی از بزرگ‌ترین بازارهای بورس جهان به‌شمار می‌آید. بورس لندن زیرمجموعه‌ای از گروه بورس اوراق بهادار لندن می‌باشد. ساختمان کنونی بازار بورس لندن در میدان پاترنوستر در نزدیکی کلیسای جامع سنت پل در شهر لندن مستقر می‌باشد.